# Anton Bettelheim

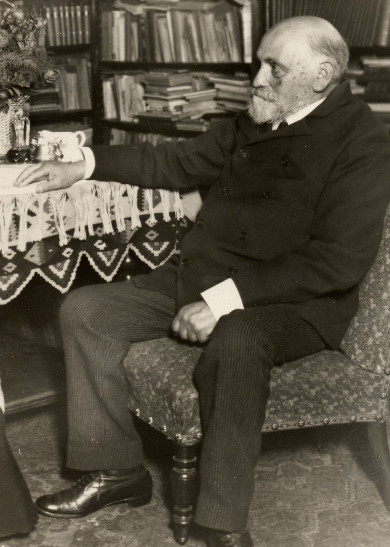
Anton Bettelheim

Anton Bettelheim (* 18. November 1851 in Wien, Kaisertum Österreich; † 29. März 1930 ebenda) war ein österreichischer Literaturwissenschaftler, Übersetzer und Schriftsteller.

## Leben
Anton Bettelheim war der Sohn jüdischer Eltern und der jüngere Bruder der Pianistin Caroline von Gomperz-Bettelheim.
Er besuchte das Gymnasium seiner Heimatstadt bis zur Matura (Abitur) und begann 1869 Rechtswissenschaften an der Universität Wien zu studieren. 1873 konnte er dieses Studium erfolgreich mit der Promotion zum Dr. iur. abschließen. Im Anschluss daran absolvierte Bettelheim seine Referendariatszeit und arbeitete auch für kürzere Zeit in einer Anwaltskanzlei.
1878 gab Bettelheim seine juristische Laufbahn auf und ging nach München. An der Ludwig-Maximilians-Universität belegte er die Studienfächer Geschichte, Literaturwissenschaften und Philosophie; er hörte unter anderem bei Wilhelm von Giesebrecht und Michael Bernays, mit Unterbrechungen durch seine Studienaufenthalte in Paris und London.
1881 ging Bettelheim zurück nach Wien und übernahm die Feuilletonredaktion der Freien Neuen Presse. Parallel dazu berief man ihn auch zum Theaterreferenten der Deutschen Zeitung. In diesem Jahr heiratete er auch die ältere Tochter des Schauspielerehepaares Ludwig und Zerline Gabillon, die Autorin und Künstlerin Helene Gabillon. Mit ihr hatte er drei Kinder: Ludwig Bettelheim-Gabillon (1882–1943), Friederike Bunzl (1884–1942) und Otto Heinrich (1887–1903). Zwei der Kinder wurden deportiert und ermordet, Friederike nach Maly Trostinez und Ludwig nach Theresienstadt. Mit dem Historiker August Fournier, seinem Schwager, arbeitete er gelegentlich zusammen.
Auf die Idee des Zionismus von Theodor Herzl antwortete Anton Bettelheim strikt ablehnend in den „Münchner Allgemeinen Nachrichten“ und sprach vom „Faschingstraum eines durch den Judenrausch verkaterten Feuilletonisten“.
Durch seine Arbeit wurde die Auseinandersetzung mit Literatur ein immer größerer Schwerpunkt. Seine Biographie über Beaumarchais wurde vom Publikum wie auch von der offiziellen Kritik hoch gelobt. 1907 betraute man ihn mit der Leitung der Allgemeinen Deutschen Biografie und bis 1910 hatte er dieses Amt inne. Bettelheim gilt auch als Begründer der Neuen Österreichischen Biographie, welche 1923 erstmals erschien und die er bis an sein Lebensende betreute.
Mit über 78 Jahren starb Anton Bettelheim am 29. März 1930 in Wien und fand auf dem Döblinger Friedhof seine letzte Ruhestätte.

## Werke (Auswahl)

### Als Autor
Aufsätze
- Volkstheater und Localbühne. In: Die Nation. Wochenschrift für Politik, Volkswirtschaft und Literatur. Jg. 4 (1887).
- Johann Anzengruber. In: Die Nation, Jg. 5 (1888).
- Der Nachlass Berthold Auerbachs. In: Die Nation, Jg. 6 (1889).
- Ein Wiener Widmann-Abend. In: Die Nation, Jg. 4 (1887).

Monographien
- Beaumarchais. Rütten & Loening, Frankfurt a. M. 1886. (2., neu bearb. Aufl., München 1911)
- Die Zukunft unseres Volkstheaters. Zehn Aufsätze aus den Jahren 1882–1892. Fontane, Berlin 1892.
- Deutsche und Franzosen. Biographische Gänge, Aufsätze und Vorträge. Hartleben, Wien 1895.
- Anzengruber: der Mann, sein Werk, seine Weltanschauung. 2. Auflage. Quelle & Meyer, Leipzig 1897. Digitalisat
- Acta diurna. Gesammelte Aufsätze. Hartleben, Wien 1899.
- Berthold Auerbach. Der Mann, sein Werk, sein Nachlass. Cotta, Stuttgart 1907. Digitalisat 14,7 MB
- Biographenwege. Reden und Aufsätze. Paetel, Berlin 1913.
- Marie von Ebner-Eschenbachs Wirken und Vermächtnis. Quelle & Meyer, Leipzig 1920.
- Wiener Biographengänge. Literarische Anstalt, Wien 1921.
- Balzac. Eine Biographie. Beck, München 1926.
- Karl Schönherr und das österreichische Volksstück. Hartleben, Wien 1926.
- Karl Schönherr. Leben und Schaffen. Staackmann, Leipzig 1928.
- Eine Abrechnung mit dem Karl-May-Verlag. Hesse & Becker, Leipzig 1918.

### Als Herausgeber
- Ludwig Anzengruber: Gesammelte Werke in zehn Bänden. Cotta, Stuttgart, 1890 (zusammen mit Vinzenz Chiavacci und Vratislav Kazimír Šembera).
- Führende Geister. Eine Sammlung von Biographien. Ehlermann, Dresden 1890/94 (Bd. 1–6).
- Geisteshelden. Führende Geister, eine Sammlung von Biographien. Hofmann, Berlin 1894/97 (Bd. 1–26).
- Biographische Blätter. Jahrbuch für lebensgeschichtliche Kunst und Forschung. Hofmann, Berlin 1895/96 (2 Bde.).
- Allgemeine Deutsche Biographie. Duncker & Humblot, Leipzig 1907/10 (3 Bde.).
- Louise von François und Conrad Ferdinand Meyer. Ein Briefwechsel. Reimer, Berlin 1905.

### Als Übersetzer
- Émile Littré: Wie ich mein Wörterbuch der französischen Sprache zu Stande gebracht habe. eine Plauderei („Comment j'ai fait mon dictionnaire de la langue française“). Friedrich, Leipzig 1881.
- Émile Littré: Geschichte eines Pariser Studenten. Bergmann Verlag, Wien 1886.
- Prosper Mérimée: Die Mißvergnügten. Lustspiel in einem Aufzug. Union-Verlag, Stuttgart 1908.